# Tezcatlipoca

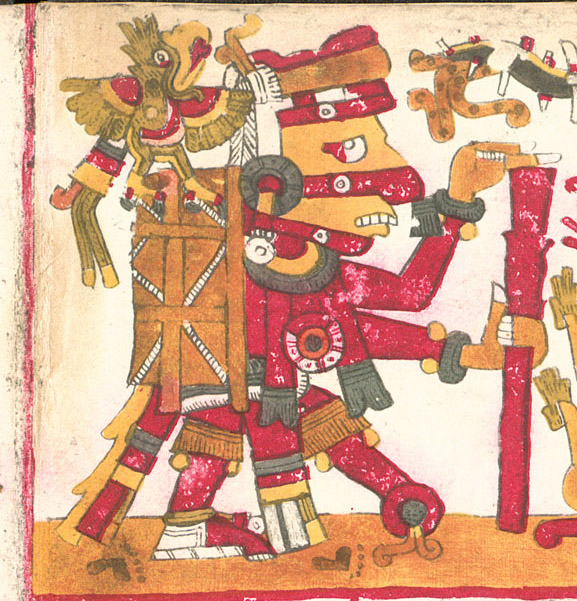
Tezcatlipoca Rosso

Tezcatlipōca ("specchio fumante"), secondo la mitologia azteca e nahua, era il dio della notte, dei guerrieri, del nord e delle tentazioni. Possedeva uno specchio che sprigionava fumo ed uccideva i suoi nemici. Era l'antitesi ed il rivale di Quetzalcoatl. Era il dio della bellezza e della guerra.
Tezcatlipoca e Quetzalcoatl provengono dalle più antiche tradizioni azteche. Gli aztechi li assimilarono nella loro religione e li considerarono alla stessa stregua, due divinità gemelle. Erano uguali ed opposti. Perciò Tezcatlipoca fu chiamato "Tezcatlipoca Nero" e Quetzalcoatl "Tezcatlipoca Bianco".

## I miti di Tezcatlipoca

### La creazione della terra
Secondo un racconto azteco sulla creazione, Quetzalcoatl e Tezcatlipoca unirono le loro forze per creare il mondo. C'era solo il mare ed il mostro della terra, Cipactli. Per attirarlo, Tezcatlipoca usò il suo piede come esca e Cicpactli lo mangiò. I due dei allora la catturarono, distorsero il suo corpo e lo usarono per modellare la terra. Successivamente crearono gli esseri umani.

### Tezcatlipoca rapisce Xochiquetzal
Tezcatlipoca rapì Xochiquetzal, la dea dei fiori, perché sentiva di meritarla più del suo sposo Xochipilli. Si dice anche fosse sposo di Xilonen.

### Tezcatlipoca, il fuoco e Mixcoatl
Come Mixcoatl, Tezcatlipoca inventò il fuoco, facendo ruotare i cieli sul loro asse, come un trapano. Anche Omacatl e Titlacauan erano aspetti di Tezcatlipoca.